# Açude Orós
O Açude Orós (oficialmente Açude Presidente Juscelino Kubistchek de Oliveira) é uma importante barragem localizada no centro-sul do estado brasileiro do Ceará. Foi criado pelo represamento das águas do rio Jaguaribe na altura do município que lhe deu o nome.
Sua história remonta à época do Brasil Império, quando várias secas sucederam-se vitimando um número grande de pessoas e animais. Então, represar o rio Jaguaribe e fazê-lo perene surgiu como a alternativa mais viável para o solucionar o problema da escassez de água no sertão cearense. No entanto, esta ideia só foi colocada em prática no século XX. 
O primeiro projeto de construção é de 1921, quando foi construído uma barragem pela firma Dwight P. Robinson & Co., Inc. Ao ser construído o segundo projeto, esse reservatório chegou a inundar vilarejos próximos ao leito do rio, dentre eles, o mais famoso foi a Vila de Conceição do Buraco, atualmente o distrito oroense de Guassussê. O projeto final foi construído pelo Departamento Nacional de Obras Contra as Secas (DNOCS), tendo suas obras concluídas em 1961.
Sua capacidade é de 2.100.000.000 m³, o que o coloca como o segundo maior reservatório do estado. Foi o maior até a construção do Açude Castanhão em 2003.

## Acidente durante as obras
Em março de 1960, ainda antes da conclusão da construção, uma parte da barragem cedeu, causando um gigantesco escape de água que provocou uma onda que vitimou cerca de mil vítimas. O desastre aconteceu devido a fortes chuvas inesperadas.